# Lorenzo Lauri
Lorenzo Lauri (ur. 15 października 1864 w Rzymie, zm. 8 października 1941 tamże) – włoski kardynał prezbiter, nuncjusz w Polsce, urzędnik Kurii Rzymskiej, Penitencjarz Większy, kamerling. Odznaczony Orderem Orła Białego.

## Życiorys
Ukończył Pontyfikalne Seminarium Rzymskie, po czym przyjął święcenia kapłańskie 4 czerwca 1887 roku. Wykładał na swej macierzystej uczelni, a także w Ateneum "De Propaganda Fide". W latach 1895–1910 był oficjałem w Wikariacie Rzymskim. 5 lipca 1910 przyjął substytut regenta w Penitencjarni Apostolskiej, a niedługo później, 5 kwietnia, uzyskał godność prałata domowego Jego Świątobliwości.
5 stycznia 1917 został mianowany internuncjuszem w Peru i jednocześnie arcybiskupem tytularnym Efezu. Konsekrowany dwa tygodnie później przez kardynała Donata Sbarrettiego. Pół roku po nominacji został nuncjuszem w Peru. 25 maja 1921 został mianowany nuncjuszem w Polsce. Wraz z Władysławem Studzińskim pracował nad uzgodnieniem stanowisk i opracował dokument konkordatu między Stolicą Apostolską i Rzecząpospolitą Polską zawartego w 1925. Lauri został kreowany kardynałem 20 grudnia 1926 roku przez Piusa XI, kończąc urząd nuncjusza w Polsce. Został pracownikiem Kurii Rzymskiej, będąc od 1927 Penitencjarzem Większym, a od 1939 także Kamerlingiem Świętego Kościoła Rzymskiego.
Lorenzo Lauri zmarł w wieku 76 lat w Rzymie. Został pochowany na cmentarzu Campo Verano.